# Basil Gorgis
Basil Gorgis Hanna est un footballeur irakien né le 6 septembre 1961. Il évoluait au poste de milieu de terrain. Basil Gorgis a participé au Mondial 1986 au Mexique avec l'équipe d'Irak, aux côtés d'Hussein Saeed et d'Ahmed Radhi.

## Carrière
- Al Chebab ( Irak)
- Al Talaba Bagdad ( Irak)

## Sélections
- ? sélections et ? buts avec l'Irak de 1981 à 1986.